# Pesca d'arrossegament

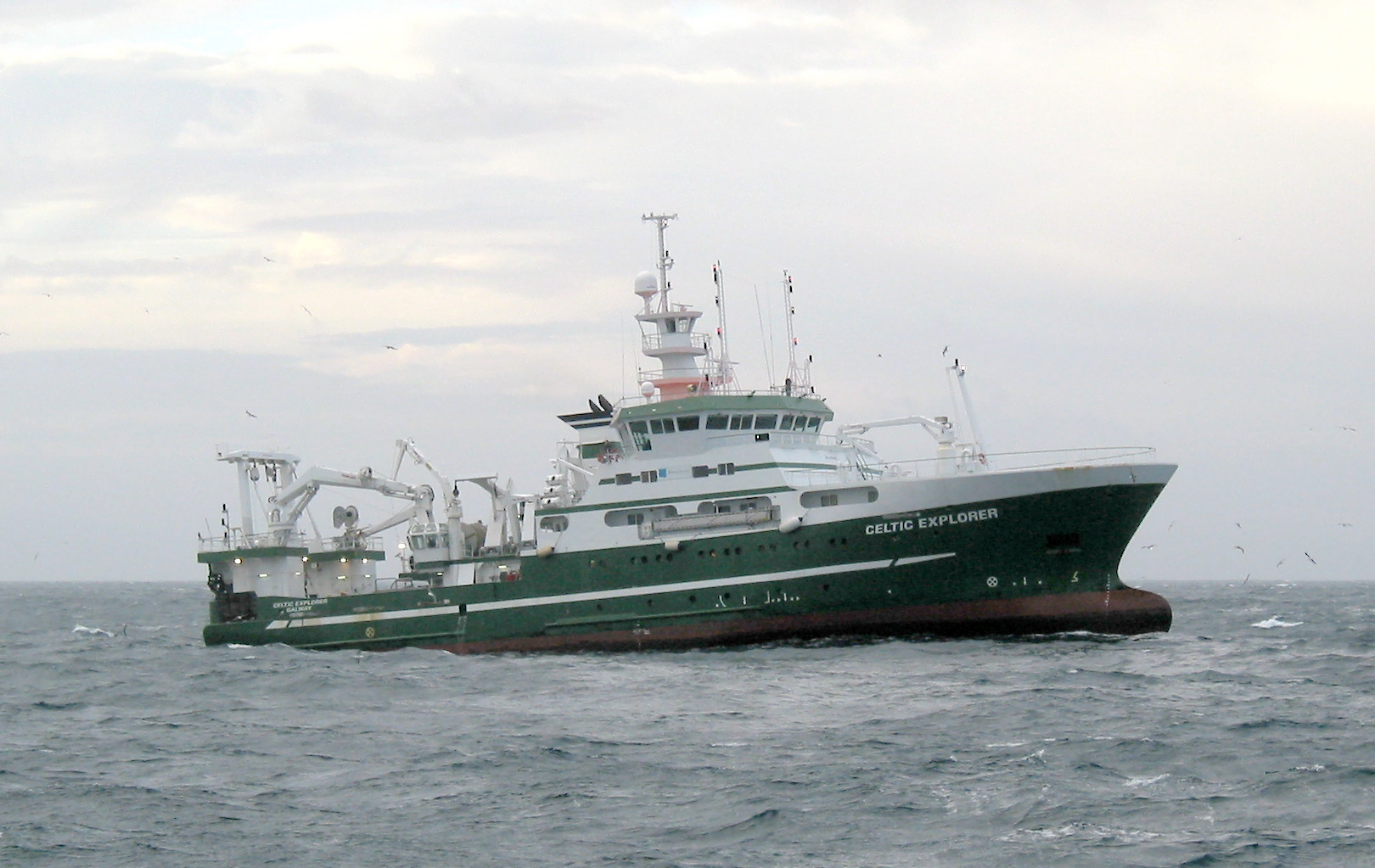
El Celtic Explorer, un vaixell de recerca dedicat a la pesca d'arrossegament

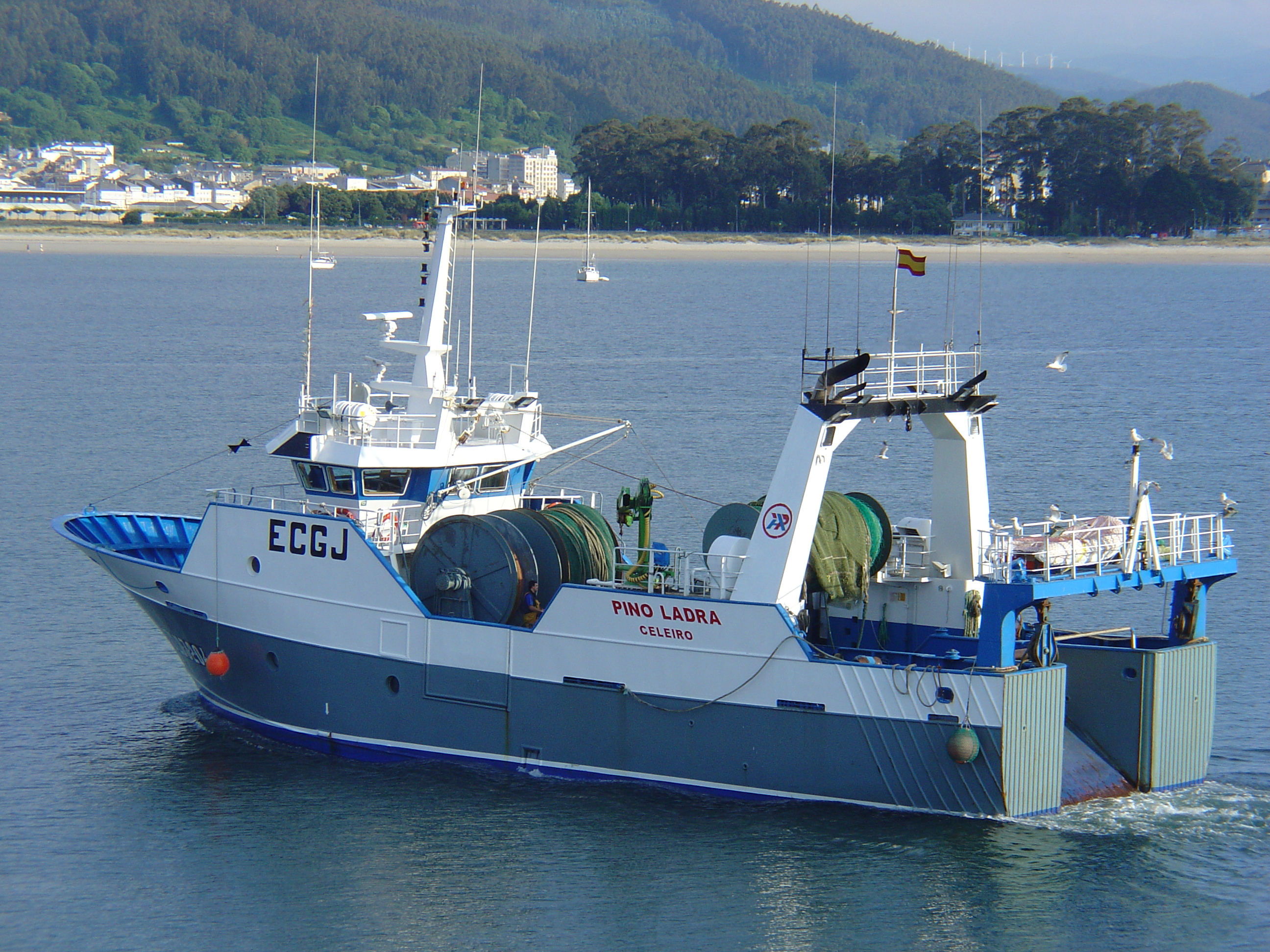
El Pino Ladra un vaixell de pesca d'arrossegament al port de Celeiro, a Viveiro, Galícia.

La pesca d'arrossegament és un mètode de pesca que es fa arrossegant una xarxa de pesca a través del fons del mar.
Científicament es divideix aquesta tècnica de pesca entre l'arrossegament en la zona del bentos i l'arrossegament en la zona demersal (zona per sobre de la del bentos). Mentre l'arrossegament en la zona del bentos es fa molt a prop del fons del mar la demersal es fa arrossegant la xarxa just per sobre de la zona demersal.
La pesca d'arrossegament pot ser contrastada amb la pesca d'arrossegament pelàgica on la xarxa és remolcada més alta en la columna d'aigua. La pesca d'arrossegament feta a les fondàries mitjanes del mar atrapa peixos pelàgics com l'anxova, la tonyina i el verat. En canvi, si s'arrossega més al fons, es pesca per exemple el bacallà, calamars, gambes i peixos de roca. La pesca d'arrossegament es realitza per vaixells de pesca de dimensions variables des de 30 hp (cavalls de potència) fins a 10.000 hp (7.500 kW).L'arrossegament pot ser dut a terme per un sol vaixell pesquer o per una parella.
La primera referència a la pesca d'arrossegament és la d'una queixa del seu ús feta l'any 1376 a Anglaterra. La pesca d'arrossegament ha estat implicada en el declivi d'una gran varietat d'espècies de peixos i d'altres animals marins com els coralls.
La pesca d'arrossegament està limitada, segons els països, però no pas prohibida globalment. Als mars que envolten l'Antàrtida l'organisme internacional Convention for the Conservation of Antarctic Marine Living Resources ha establert una sèrie de restriccions en la pesca d'arrossegament.

## Embarcacions d'arrossegament al Mediterrani
Són pesquers tancats i relativament alts de bord, sobre tot en el terç anterior. Les proes són plenes i capaços de trencar l'aigua, en tant que les popes es retrauen i afinen per donar sortida fàcil al mar.
Es va crear la necessitat, en el seu moment, de donar calat a l'arrossegador i augmentar la seva estella morta en la carena per aconseguir embarcacions molt quillades. L'hèlix i el timó se situaven a la major profunditat possible, però es buscava obtenir una major estabilitat en el treball d'arrossegament.
Va ser el primer bastiment de pesca que se'l va introduir el motor. En oferir més calat, d'una banda permetia aprofitar millor les línies d'aigua de l'embarcació, però feia que obligatòriament necessitin port, ja que pel quillat no es podia treure a platja. La proporció de l'obra viva era de 3 a 1 fins a línia de coberta respecte a la resta del casc.
Altres característiques dels quillats eren el fet de disposar de roda i codast vertical, formant angle recte amb la quilla, i tenir la coberta amb molta brusca per poder desguassar millor l'aigua embarcada. La finalitat de que la quilla no sigui paral·lela a la flotació per poder calar més a popa que a proa per endarrerir el centre de deriva lateral.
Al remolcar-se la xarxa per la popa hi ha la possibilitat d'enredar-se els cables en l'hèlice i donar cops a l'hèlice o al timó amb les portes. Això va ser estudiat i es va solventar als arrossegadors construint popes en «cua d'ànec» amb amples revoltons que contribueixen a allunyar les xarxes de l'embarcació. Aquesta part de l'embarcació es protegeix dels cops mitjançant gruixudes cintes i cinturons verticals, al temps que la borda es reforça amb materials més dobles.
La xarxa, pesada i llarga, es manipula amb la maquineta, que és el punt de tracció de la maniobra. Aquest punt de tracció ha d'estar el més a prop possible del centre de gravetat de la barca i arran de coberta, prop de la quaderna mestre.
Per aquest motiu queda lliure la coberta fins a la popa per no tenir obstruccions els cables en el seu funcionament. La caseta de govern està situada en la proa de la maquineta propera a la roda. També s'observa un pal fort que serveix per aguantar les politges que maniobren la xarxa per pujar-la a bord.

## Regulació ordenament del sector pesquer
Per poder fer un reordenament del sector pesquer i frenar l'expansió realitzada entre els anys setanta i noranta, l'Estat inicia un procés de regulació normativa a la construcció de noves embarcacions. Com a exemple d'aquesta regulació trobem:
La Llei 3/2001, de 26 de març, de pesca marítima de l'Estat, estableix la normativa bàsica d'ordenament del sector pesquer. Desenvolupa els aspectes que afecten la reforma de la política pesquera comuna.
El Reglament (CE) 2369/2002, del Consell, de 20 de desembre de 2002, modifica el Reglament (CE) 2792/1999, del Consell, de 17 de desembre de 1999, definint les modalitats i condicions de les intervencions comunitàries amb finalitat estructural en el sector de la pesca i regula la modificació relativa a la flota pesquera en construcció, renovació, equipament i modernització dels vaixells pesquers i els seus ajuts vinculats a l'Instrument financer d'orientació de la pesca (IFOP) i les mesures de caràcter socioeconòmic.
Tanmateix el Reglament (CE) 2370/2002, del Consell, de 20 de desembre de 2002, que estableix una mesura comunitària urgent pel desballestament d'embarcacions de pesca, amb la finalitat d'ajudar els Estats membres a aconseguir noves reduccions de l'esforç derivats dels plans de recuperació adoptats pel consell.

En l'article 3 de condicions de les baixes exposa:
Toda autorización de construcción de buques pesqueros de la lista tercera del Registro oficial de matrícula de buques requerirá que la unidad que se vaya a construir sustituya a uno o más buques aportados como baja, y que se cumplan las siguientes condiciones: 
a) Que la baja o bajas aportadas sean buques pesqueros matriculados en la lista tercera del Registro oficial de matrícula de buques, que figure debidamente incluida en el Censo de la flota pesquera operativa y que esté libre de cargas y gravámenes.
b) La capacidad, expresada en arqueo bruto (GT) y potencia propulsora (kW), de las bajas aportadas se atendrá a lo dispuesto en el articulo 67.

c)   Que la aportación de bajas sea por unidades completas, entendiéndose por unidad completa el buque propiamente dicho y los derechos de pesca adscritos a éste, por lo que ningún buque que se vaya a sustituir podrá ser aplicado como baja para la construcción de más de un buque.
Amb aquesta llei es regula la construcció d'embarcacions de pesca. La traducció és que per a poder construir una embarcació de TRB i potència superior de motor s'ha de donar de baixa una o diverses embarcacions fins a sumar les característiques requerides.

## Impacte en el medi ambient
La Secretaria General de les Nacions Unides va informar l'any 2006 que el 95% dels danys en les muntanyes submarines del món els causa la pesca d'arrossegament profunda.
La pesca d'arrossegament ha operat durant més de cent anys en zones pesqueres importants com les del mar del Nord. Una espècie molt amenaçada és el corall blanc Lophelia pertusa, la qual hostatja molts organismes marins. El 17 de novembre de 2004 l'Assemblea General de les Nacions Unides va demanar que es considerés prohibicions temporals de la pesca d'arrossegament profund a alta mar.
En els darrers anys, per necessitats de producció i l'escassetat de captures, s'han modificat les característiques dels instruments de pesca, per accessibilitat a un fons marítim més profund. La literatura ens avisa contínuament amb informacions sobre la capacitat de destrucció del fons marí per part d'aquest tipus de pesca. Mitjançant acords internacionals i regionals (Conferencia de les Nacions Unides sobre Medi Ambient Humà, Estocolm 1972) se cerca la fórmula per obrir una via a la sostenibilitat entre pesca i medi marí. Hem de cercar solucions per no esgotar els recursos pesquers dels oceans, encara que, les previsions de futur no són optimistes. Existeix un desequilibri entre flota pesquera i nombre d'espècies marines, fet que incrementa el perill d'extinció d'un nombre elevat de peixos i, també la desaparició gradual de l'activitat pesquera. Els vaixells cada vegada són més potents, estan proveïts de tecnologia precisa per localitzar el major nombre de captures (ecosondes).
La xarxa emprada en la pesca d'arrossegament de fons, té unes dimensions aproximades del voltant dels 100 a 170 metres i, consisteix en una peça de xarxa en forma de bossa. Aquesta bossa està formada per la malla, tirada per les malletes, de les que pengen boles i cadenes per arribar al fons i, unes portes que permeten obrir i tancar la xarxa mentre es realitza la tasca d'arrossegament. Diferents autors, ataquen aquesta pràctica, ja que es produeixen autèntiques devastacions del fons marí i la seva regeneració pot necessitar d'uns mesos o, en alguns casos, pot arribar a dècades.
En un estudi d'un equip de la Facultat de Geologia de la Universitat de Barcelona i l'Institut de Ciències del Mar (ICM-CSIC), han constatat l'impacte de la pesca d'arrossegament en el fons marí dels caladors de pesca en el talut continental superior (fondària de 200 a 900 metres), de tal forma que s'ha alterat tota la sedimentació del fons, reblandint i simplificant la morfología submarina original. En comparativa dels caladors on no hi ha activitat pesquera amb, els que habitualment pateixen l'arrossegament, es determina que existeix una alteració de l'oregrafia marina molt significativa. Els investigadors comparen aquesta modificació del terreny amb la soferta en l'agricultura, en concret, en les vessants de les muntanyes on s'ha llaurat de forma continuada.
Les xarxes de plàstic trencades constitueixen un problema ecològic pel fons marí. Normalment, en pesca d'arrossegament de fons, no existeix tan perill de trobar xarxes de plàstic trencades com a la zona costanera. Són els trasmalls d'estructura fina qui provoca més impacte en les espècies que s'hi troben atrapades i moren per no lliurar-se d'elles, o bé, es produeixen ferides que poden resultar mortals.

### Resuspensió
La pesca d'arrossegament bentònica aixeca els sediments del fons marí, els sòlids en suspensió es poden desplaçar amb els corrents a desenes de quilòmetres del lloc d'origen. Això ocasiona terbolesa i poden afectar per exemple a la reproducció de les algues kelp.
Els sediments de l'oceà és on van a parar molts contaminants orgànics persistents normalment lipofílics com el DDT i altres. La pesca d'arrossegament barreja els contaminants amb el plàncton de d'on passen a la cadena tròfica.
La resuspensió de nutrients sòlids com el fòsfor que hi abunda pot donar com a resultat una zona deficient en oxigen o zona morta i el creixement desmesurat d'algues